# Jan Robert Alexander
Jan (původně Hans) Robert Alexander (6. června 1922 Teplice – 12. ledna 2012 Andover) byl navigátor ve službách RAF. Byl nejvýznamnějším navigátorem bombardovacího letectva československého původu druhé světové války.

## Život

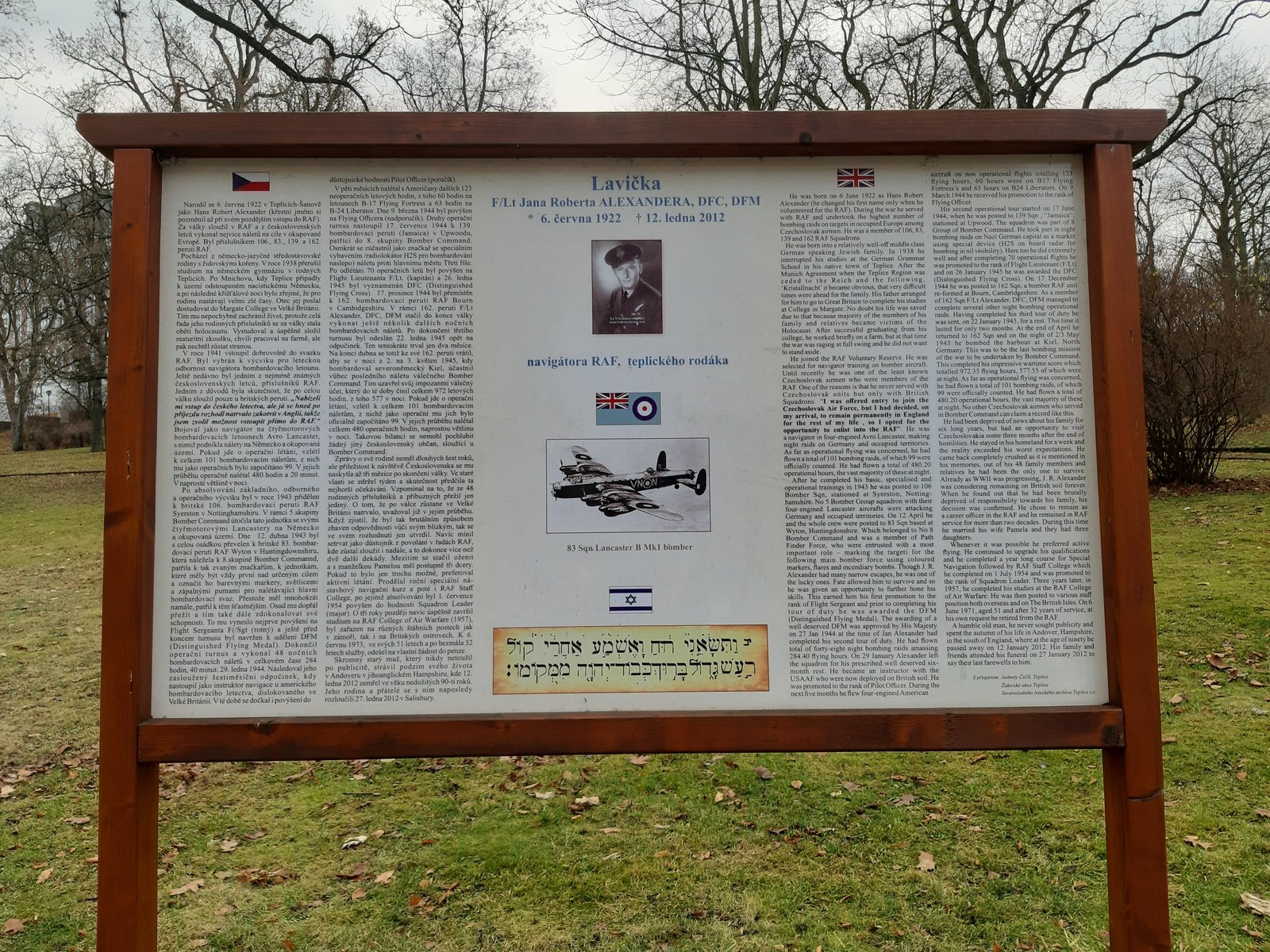
Památeční plaketa Jana Alexandera (poblíž Teplické obchodní akademie).

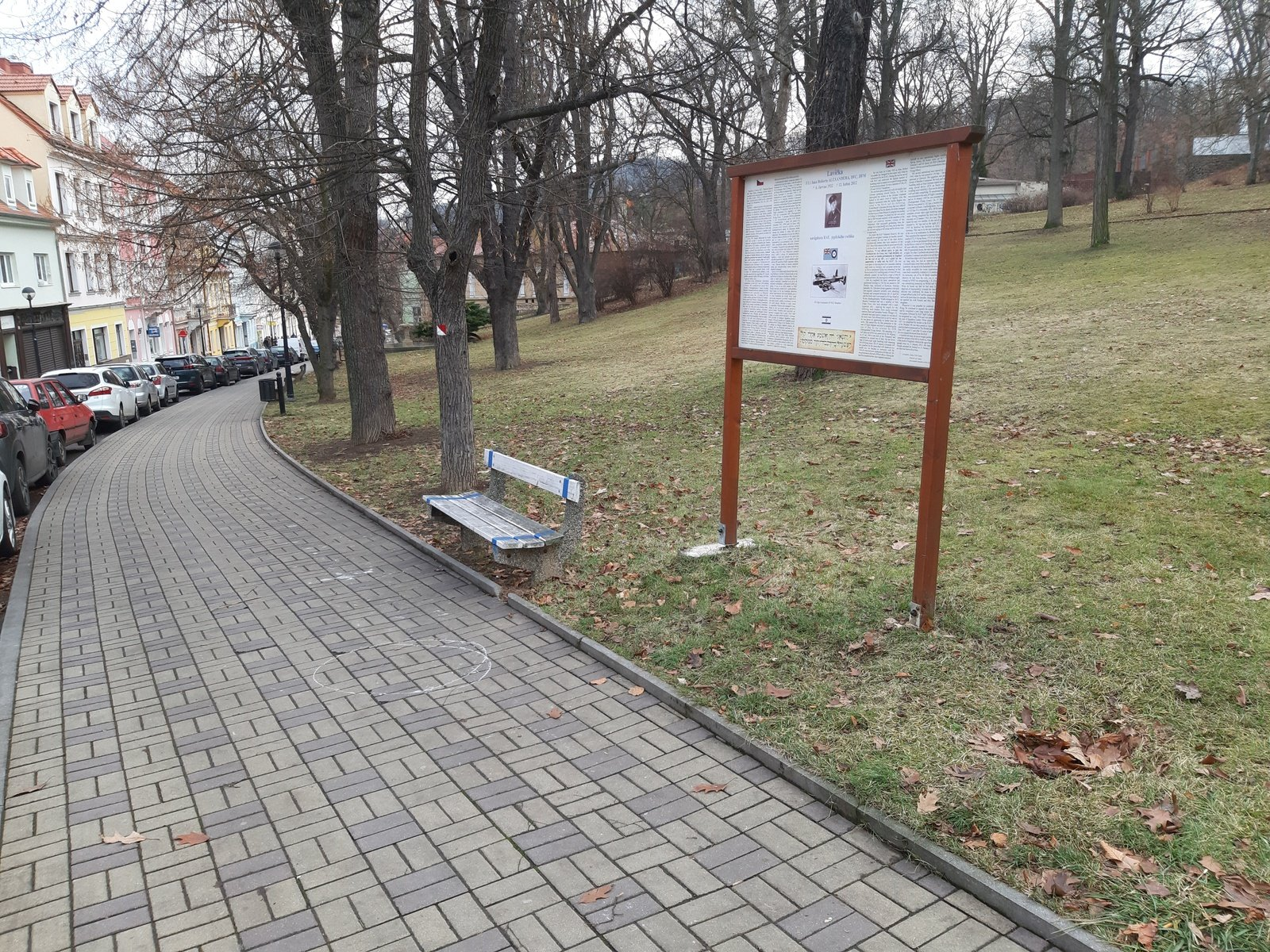
Památeční lavička Jana Alexandera (poblíž Teplické obchodní akademie).

### Mládí a druhá světová válka
Pocházel z dobře situované sekulární židovské rodiny. Započal studia na německém gymnáziu v Teplicích. V roce 1938 byl vzhledem k sílícím protižidovským náladám poslán rodiči dostudovat do Anglie na Margate College. V srpnu 1941 vstoupil coby dobrovolník do Britského královského letectva. Jméno Hans si počeštil na Jan, avšak nepřihlásil se k československé zahraniční armádě, jelikož neuměl česky (v rodině se hovořilo jen německy). Po dokončení základního výcviku byl přidělen nejprve k 106. peruti RAF, poté sloužil u 83. perutě RAF. U obou perutí působil jako navigátor. Věnoval se také instruktáži navigace. V červnu 1944 nastoupil ke 139. peruti RAF. Osmkrát se účastnil náletu na Berlín. V noci z 2. na 3. května 1945 se podílel na posledních bombardovacích náletech na město Kiel. Válku končil jako příslušník 162. perutě RAF. Na svém kontě měl z československých letců nejvíce operačních akcí – z celkem 101 bojového letu mu bylo plně započítáno 99 operačních náletů nad Německo a okupovaná území v celkové délce více než 480 hodin.

### Život po roce 1945
V druhé polovině roku 1945 se navrátil do Československa. Z celkem 48 členů jeho rodiny přežil válku jediný příbuzný. Vrátil se do Velké Británie a setrval v řadách RAF. Do Československa se vracel jen sporadicky z pracovních důvodů. Oženil se a měl tři dcery. Do důchodu odešel v roce 1973.

## Ocenění
Jan Robert Alexander byl nositelem vysokých britských vyznamenání. Byl jedním ze čtyř československých letců, kterým byla udělena kombinace vyznamenání DFC a DFM.
Jeho jméno připomenuto na pomníku Obětem druhé světové války v Žatci a na Památníku Okřídleného lva na pražském Klárově.

### Vyznamenání
- Záslužný letecký kříž (DFC, udělen 26. ledna 1945)

- Záslužná letecká medaile (DFM, udělena 27. ledna 1944)

- Hvězda 1939–1945
- Evropská hvězda leteckých osádek